# Дреснок, Джеймс Джозеф
Джеймс Джозеф Дреснок (англ. James Joseph Dresnok; 24 ноября 1941, Норфолк, Виргиния, США — ноябрь 2016, КНДР) — американский перебежчик в Северную Корею, один из шести американских дезертиров в корейской войне.
После побега, Дреснок работал актёром и преподавателем английского языка в Пхеньяне.
Он был показан на канале CBS в программе 60 минут 28 января 2007 как американский перебежчик живущий в Северной Корее, о нём был снят документальный фильм Crossing the Line.

## Ранняя жизнь
Дреснок родился в Норфолке, Вирджиния в семье Джозефа Дреснока (1917—1978). Его родители развелись, когда ему было десять лет. После развода жил с отцом в Пенсильвании; с матерью и младшим братом Джозефом II никогда больше не виделся. Дреснок был помещён в приёмную семью, бросил школу и ушёл в армию на следующий день после своего 17-го дня рождения.
Дреснок служил два года в Западной Германии.
По возвращении в Соединённые Штаты он обнаружил, что его жена ушла к другому.
Он вновь записался в армию и был отправлен в Южную Корею.
Был рядовым первого класса в подразделении армии США вдоль корейской Демилитаризованной зоны между Северной и Южной Кореей в начале 1960-х годов.
Предстал перед военным судом за подделку подписей на документах, позволяющих покинуть военную базу.
Не желая нести наказание, 15 августа 1962 г. во время обеда он перебежал через минное поле на северокорейскую территорию и был задержан северокорейскими солдатами. Дреснок был доставлен поездом до Пхеньяна, столицы Северной Кореи, и допрошен.

## Жизнь в Северной Корее
«Я был сыт по горло с детства, моим браком, моей военной жизнью, всем. Я был полным болваном.
Было только одно место, куда идти»,
сказал Дреснок в интервью.
«15 августа, в полдень, средь бела дня, когда все ели обед, я отправился в путь.
Да я боялся.
Буду я жить или умру?
И когда я ступил на минное поле
и увидел его собственными глазами,
я вспотел.
Я прошёл, ища свою новую жизнь».
Дреснок познакомился с Ларри Алленом Абширом, ещё одним американским перебежчиком, вскоре после его прибытия. В итоге их было четверо: Абшир, Пэрриш, Чарльз Роберт Дженкинс, и Дреснок.
Они жили вместе и приняли участие в нескольких пропагандистских акциях от имени Северной Кореи. Они появлялись на обложках журналов и использовали громкоговорители, чтобы склонить американских солдат на границе к дезертирству.
В 1966 году они попросили убежища в советском посольстве в Пхеньяне,
но их передали властям КНДР. После этого, Дреснок решил остаться в Северной Корее.
К началу 1978 года, Дреснок снялся в нескольких северокорейских фильмах,
в том числе в сериале из 20 эпизодов Безымянные герои (как американский злодей) и стал знаменитым в стране.
Корейские друзья называли его «Артур» по имени персонажа, которого он сыграл в сериале. Он также перевел некоторые произведения северокорейского лидера Ким Ир Сена на английский язык.
В книге Ч. Р. Дженкинса The Reluctant Communist Дреснок описывается как хулиган, который выдавал секреты других американцев северным корейцам, и с азартом избивал Дженкинса 30 или более раз по приказу корейцев. В документальном фильме Crossing the Line Дреснок категорически отрицает эти обвинения.
Дреснок утверждает, что «во время голода в КНДР в 1990-х годах, вызванного экономическими санкциями правительства США и Японии», он всегда получал свой полный продовольственный паек. «Почему? Почему они дают умирать собственному народу с голоду и при этом кормят американцев?.. Великий вождь оказал мне особое внимание. Правительство будет заботиться обо мне до конца моей жизни».

## Личная жизнь

### В Соединенных Штатах
Согласно фильму Crossing the Line, после женитьбы на американке, он служил в Западной Германии в течение двух лет, В это время его жена оставалась в США и он гордился тем, что «по-настоящему её любит и предан ей». Когда он вернулся, он узнал, что у неё отношения с другим человеком. После чего Дреснок написал «хорошо, что она не беременна от меня, потому что я обещал, что я никогда не брошу своих детей».

### В Северной Корее
После побега в Северную Корею он был женат ещё два раза. Первый раз был с румынкой, Дойна Бумбеа (названной «Дона» в Дженкинской автобиографии), с которой он имел двух сыновей, Теодора «Тед» Рикардо Дреснок и Джеймс Гэбриел Дреснок. Бумбеа по профессии была художницей. Ей удалось покинуть в 1970 году коммунистическую Румынию и уехать в Италию, где она вышла замуж за итальянца и получила гражданство. В 1975 окончила престижную Академию искусств в Риме. Как утверждает журналист BBC и автор книги «North Korea Undercover» Джон Свинни, Дойна была приглашена на организацию художественной выставки в Токио своим итальянским другом (вероятно имеющим отношение к её похищению) и после чего не вернулась. По некоторой информации её самолёт приземлился в Пхеньяне, где вскоре она была похищена северокорейской секретной службой. Сам Дреснок отказывался давать информацию о своей первой жене. В интервью с BBC в фильме Crossing the line он даже отказался называть её имя и происхождение. Единственное, что он говорил его первая супруга, была европейкой и что он искренне её полюбил.
Дженкинс в книге также упоминает об этом, но утверждает, что она была похищена, чтобы стать женой одного из американских дезертиров. На сайте МИДа Румынии говорится, что в 2007 году Румыния попросила КНДР объяснить похищение Бумбеи, но оно так и не получило ответа. Бумбеа умерла от рака легких в 1997 году в Пхеньяне.
После смерти Бумбеи, Дреснок женился на дочери северокорейской женщины и дипломата из Того. В 2001 году у них родился сын. Семья жила в небольшой квартире в Пхеньяне, на ежемесячную стипендию правительства Северной Кореи. У Дреснока были проблемы с сердцем и печенью, которые он объяснял пристрастием к курению и алкоголю.
Его старший сын от второго брака, Джеймс Дреснок, учился в Пхеньянском университете иностранных языков и внешней торговли, где его отец преподавал английский язык в 1980-х годах. Джеймс говорит по-английски с корейским акцентом и считает себя корейцем, но по имеющейся информации не хочет жениться на корейской женщине. Джеймс намерен поступать на дипломатическую службу. В 2018 году вместе со своим старшим братом Тедом Дресноком дал интервью южнокорейскому журналисту. Известно, что с 2018 года Джеймс Дреснок вступил в ряды северокорейской армии. В настоящее время продолжает службу в звании капитана. Тед Дреснок работает в Пхеньянском Университете Иностранных Языков.
Дреснок неоднократно заявлял, что он намерен провести остаток своей жизни в Северной Корее, и что никакие деньги не могли соблазнить его вернуться обратно на Запад. В преклонные годы он вышел на пенсию, периодически выступал с лекциями и рыбачил «просто чтобы провести время».
По сообщениям семьи, Джеймс Дреснок умер в ноябре 2016 года в КНДР.
Дети Дреснока служат в армии КНДР и женились. Они давали интервью, в которых заявляли о верности режиму КНДР и ненависти к США.

## В популярной культуре
- По истории Дреснока снят документальный фильм Crossing the Line, который был показан на кинофестивале Сандэнс в 2007 году[13].
- Он был также показан на канале CBS в программе 60 минут 28 января 2007 года[3].

## Фильмография
- Безымянные герои (1978)[5]